# Pseudomops brunneri
Pseudomops brunneri är en kackerlacksart som först beskrevs av Henri Saussure 1869.  Pseudomops brunneri ingår i släktet Pseudomops och familjen småkackerlackor. Inga underarter finns listade i Catalogue of Life.